# Тецл, Станислав
Ста́нислав Тецл (чеш. Stanislav Tecl; род. 1 сентября 1990[…], Йиндржихув-Градец, Южно-Чешская область) — чешский футболист, нападающий.

## Карьера
Станислав Тецл начал свою карьеру в «Геральце», позже с 1998 по 2001 год выступал за молодёжный состав клуба «Гумполец», откуда в 2001 году перешёл в «Гавличкув Брод».
С 2002 года выступал за «Высочину» Йиглава. В январе 2010 года перешёл в пражскую «Славию», но так и не вписавшись в основной состав, вернулся в Йиглаву. Уже в самом первом матче сезона 2012/13 30 июля 2012 забил пенальти в матче со «Славией» (3:3). В 6-м туре чемпионата в гостевом матче против «Млады-Болеслав» забил два мяча и помог своей команде одержать победу 3:1. После 10 туров с 9 забитыми мячами Станислав вместе с «Давидом Лафатой из Баумита» возглавил таблицу бомбардиров Гамбринус лиги. Свой десятый гол футболист забил в домашнем матче против «Спарты», сравняв счет на 31-й минуте. Гол был засчитан, хотя и был забит из офсайда. Матч так и закончился со счётом 1:1. В этом же матче, после столкновения с Иржи Ярошиком, получил травму лодыжки. Игрок заявил, что возможно, до конца сезона на поле уже не появится.
В январе 2013 Тецл решил принять предложение «Виктории». Первый официальный матч за новый клуб был сыгран 14 февраля 2013 года в рамках плей-офф Лиги Европы против «Наполи». Станислав вышел на замену на 59 минуте и на последних минутах матча забил гол и установил окончательный счёт матча 0:3. Через неделю в ответном матче в Пльзене снова забил гол и помог «Виктории» выиграть со счётом 2:0. По окончании сезона завоевал с клубом золотые медали Гамбринус Лиги.
В июне 2015 года подписал контракт с клубом «Яблонец».

## Достижения
«Виктория» Пльзень
- Чемпион Чехии (2): 2012/13, 2014/15
- Вице-чемпион Чехии: 2013/14

«Славия»
- Чемпион Чехии: 2016/17
- Обладатель Кубка Чехии: 2017/18

## Статистика выступлений за сборную
| Матчи за сборную Чехии | Матчи за сборную Чехии | Матчи за сборную Чехии | Матчи за сборную Чехии | Матчи за сборную Чехии | Матчи за сборную Чехии  | Матчи за сборную Чехии |
| ---------------------- | ---------------------- | ---------------------- | ---------------------- | ---------------------- | ----------------------- | ---------------------- |
| №                      | Дата                   | Оппонент               | Счёт                   | Голы                   | Соревнование            |                        |
| 1                      | 6 февраля 2013         | Турция                 | 2:0                    | -                      | Товарищеский матч       |                        |
| 2                      | 3 июня 2014            | Австрия                | 1:2                    | -                      | Товарищеский матч       |                        |
| 3                      | 26 марта 2018          | Китай                  | 4:1                    | -                      | Товарищеский турнир     |                        |
| 4                      | 6 сентября 2018        | Украина                | 1:2                    | -                      | Лига Наций 2018/19      |                        |
| 5                      | 10 сентября 2018       | Россия                 | 1:5                    | -                      | Товарищеский матч       |                        |
| 6                      | 7 сентября 2020        | Шотландия              | 1:2                    | -                      | Лига наций 2020/21      |                        |
| 7                      | 2 сентября 2021        | Беларусь               | 1:0                    | -                      | Отборочный матч ЧМ-2022 |                        |
| 8                      | 5 сентября 2021        | Бельгия                | 0:3                    | -                      | Отборочный матч ЧМ-2022 |                        |
| 9                      | 8 сентября 2021        | Украина                | 1:1                    | -                      | Товарищеский матч       |                        |
| 10                     | 12 июня 2022           | Испания                | 0:2                    | -                      | Лига наций 2022/23      |                        |